# Târgu Ocna

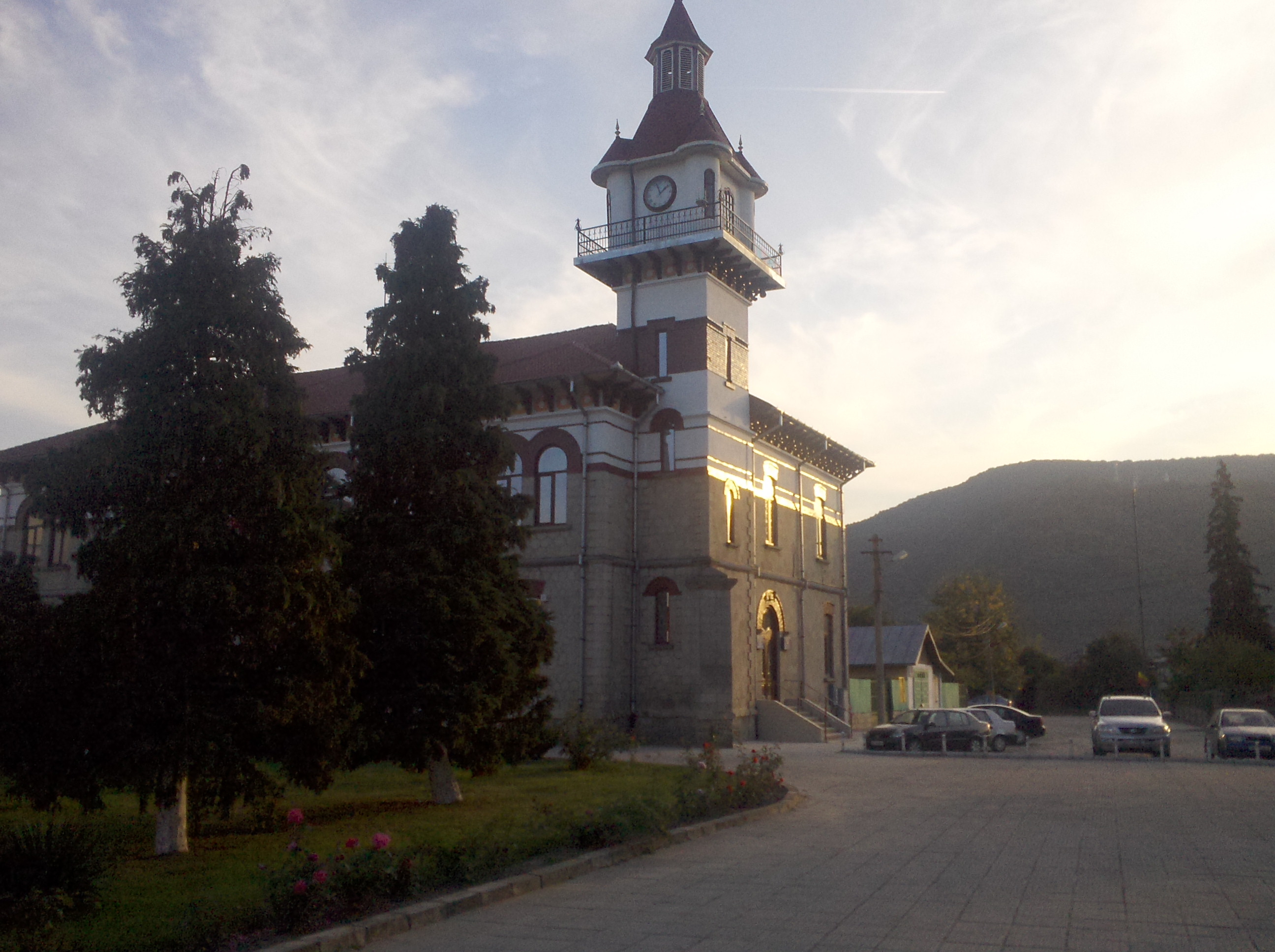
Rathaus in Târgu Ocna

Târgu Ocna (deutsch veraltet Stadt Okna, ungarisch Aknavásár) ist eine Stadt im Kreis Bacău in Rumänien.

## Geographische Lage
Târgu Ocna liegt am Rand der Ostkarpaten im Tal des Flusses Trotuș zwischen den Gebirgen Berzunt im Norden und Nemira im Süden. Die Kreishauptstadt Bacău befindet sich etwa 40 km nordöstlich.

## Geschichte
Die Region von Târgu Ocna ist seit dem Neolithikum besiedelt. Der heutige Ort bildete sich aus mehreren Dörfern, von denen das älteste (Stoenești) im Jahr 1410 erwähnt wurde. Der Name Ocna ist seit 1599 nachweisbar und kann etwa mit „Salzgrube“ übersetzt werden. Zu Beginn des 18. Jahrhunderts wurde das Dorf Ocna ein Marktort; in dieser Zeit kam der Namenszusatz Târgu (= „Markt“) hinzu. Seit 1774 ist Târgu Ocna eine Stadt. Bis Mitte des 19. Jahrhunderts war sie das wirtschaftliche Zentrum des Trotuș-Tales, bevor sie von anderen Städten (Onești, Dărmănești, Comănești) überflügelt wurde.
Eine wichtige Einnahmequelle der Stadt war neben dem Handel der Salzabbau. Seit dem 19. Jahrhundert entwickelte sich durch salzhaltige Heilquellen und Salinen der Tourismus. 1894 wurde Târgu Ocna zum Kurort erklärt.
Während des Ersten Weltkriegs wurde die Stadt durch Kampfhandlungen zwischen deutschen und österreich-ungarischen Truppen einerseits und rumänischen Verbänden andererseits teilweise zerstört.
Nach dem Krieg und der kommunistischen Machtübernahme entstand in Târgu Ocna ein Gefängnis u. a. für politische Gefangene. Die touristische Infrastruktur wurde weiter ausgebaut. Der Salzabbau spielt weiter eine vordergründige Rolle im Wirtschaftsleben der Stadt. Daneben sind die Erdölförderung und die Holzgewinnung von Bedeutung.

## Bevölkerung
Bei der Volkszählung 2002 wurden in Târgu Ocna 13.576 Einwohner registriert, darunter 13.364 Rumänen, 152 Roma, 19 Ungarn und 14 Armenier.

## Verkehr
Târgu Ocna hat an der Bahnstrecke Sfântu Gheorghe–Adjud zwei Bahnhöfe für den Personenverkehr, wobei am Bahnhof Saline auch Schnellzüge halten, wohingegen der Bahnhof Târgu Ocna nur von Nahverkehrszügen bedient wird. Des Weiteren bestehen gute Busverbindungen in den nahe gelegenen Kurort Slănic-Moldova. Durch die Stadt führt die Nationalstraße DN12A von Onești nach Miercurea Ciuc.

## Sehenswürdigkeiten
- Mina Salina (Sanatorium für Atemwegserkrankungen)
- Park Măgura mit sieben Mineralquellen
- Kloster Răducanu (17./18. Jahrhundert)
- Holzkirche Cuvioasa Paraschiva (Ende 16. Jahrhundert)
- Holzkirche Sfântul Gheorghe (1761)
- Klosterkomplex Măgura Ocnei (16. Jahrhundert, 1990 rekonstruiert)
- Reste der dakischen Festung Utidava
- Historisches Museum

## Persönlichkeiten
- Gabriela Adameșteanu (* 1942), Schriftstellerin